# Nouh Ier
Hamid Nouh ou Nouh Ier, mort en 954, était un émir des Samanides (943-954). Il était le fils de Nasr II.
Nouh vient au pouvoir après avoir évité une révolte contre son père en 943. Plusieurs officiers de l'armée, mécontent du support de Nasr aux missionnaires Ismaélien, planifie de l'assassiner. Nouh, qui eut vent du complot, arrive au banquet destiné à l'organisation de l’assassinat, il saisit et tue les chefs de la conspiration. Pour calmer les autres, il promet de mettre un terme aux activités des Ismaéliens, et convainc son père d'abdiquer en sa faveur.
Peu de temps après son ascension au trône, il est forcé de réprimer une révolte au Khwarezm. Une autre révolte, lancée par Abu 'Ali Chaghani, se trouve être plus sérieuse. Abu 'Ali, est le dirigeant d'un État vassal aux Samanides : le Chaghaniyan, et le gouverneur du Khorassan depuis 939. En 945, Nouh le démet de ce poste et envisage de le remplacer par un turc nommé Ibrahim ibn Simjur. Abu 'Ali joint alors ses forces avec l'oncle de Nouh, Ibrahim ibn Ahmad, et se rebelle.
En 947 Ibrahim gagne le contrôle de Boukhara, forçant Nouh à fuir à Samarcande. Ibrahim, cependant, se trouve être impopulaire dans la ville. Cela permet à Nouh de capturer et rendre aveugle son oncle ainsi que deux de ses frères. La capitale de Abu 'Ali au Chaghaniyan est pillée, mais en 948 une paix est conclue entre les deux hommes. Abu 'Ali est confirmé en tant que dirigeant du Chaghaniyan. À la suite de la mort du gouverneur du Khorassan, Mansur ibn Qara-Tegin, en 952, Abu 'Ali regagne aussi ce poste.
Nouh démet de nouveau Abu 'Ali de son poste de gouverneur du Khorassan après avoir reçu une plainte de Vushmgir, le dirigeant ziyaride du Tabaristan. Nouh a précédemment supporté Vushmgir qui a pris possession du Gorgan avec l'aide des Samanides. Peu de temps après il le perd au profit des Bouyides. En 947, il se sert de l'armée Samanide pour reprendre le Gorgan et le Tabaristan. Les Ziyarides, avec les Samanides, et les Bouyides par la suite se battent dans la région pendant les années suivantes. Chaque camp gagne temporairement et à plusieurs reprises le contrôle d'une même région. Vushmgir, un allié des Samanides, a été content quand Abu 'Ali est parti en guerre contre les Bouyides, mais il est en colère quand Abu 'Ali fait la paix avec les Bouyides de Ray. Vushmgir se plaint, il accuse Abu 'Ali de conspiration avec les Bouyides. Nouh prend alors la décision remplacer Abu 'Ali. Celui-ci fuit chez les Bouyides, et reçoit en présent du Calife Al-Muti le contrôle du Khorassan. Nouh décède en 954 sans avoir eu le temps de trouver une solution à ce problème. Son fils Abdul al-Malik lui succède alors.